# Xiadynastin
Xiadynastin (夏朝; Xiàcháo) är en kinesisk förhistorisk dynasti som bedöms ha existerat från runt 2000/1900 f.Kr. till första hälften av 1500-talet f.Kr. Xiadynastin är beskriven i flera antika historiekrönikor såsom bambuannalerna och shiji, men dess fulla historiska autenticitet är inte fastställd. Huvudsakligen beror detta på att Xiadynastin saknar bevarade samtida skriftliga källor. Dynastin betraktas därför till olika grad som mytologisk och är ifrågasatt. Arkeologiska fynd från 1960- och 1970-talen ger stöd för att dynastin verkligen har existerat. De för Xiadynastin mest betydelsefulla arkeologiska fynden har påträffats vid Erlitou i Henanprovinsen, där en stad med kungliga palats har grävts ut.
Enligt mytologin grundades Xiadynastin av Yu som adlats av en mytologisk kejsare. Xiadynastin, som företer överlappning med Erlitoukulturen, är ett evolutionärt steg mellan föregående neolitisk tid och den mer typiskt kinesiska efterföljande Shangdynastin. Shangdynastin tog makten efter att ha besegrat Xiadynastin vid slaget vid Mingtiao. Sannolikt hade Xiadynastin karaktären av en stadsstat.

## Historia

### Mytologisk början

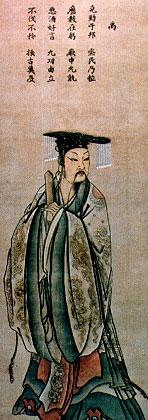
Framställning av Yu den store, enligt myten grundaren av Xiadynastin.

Myten om Xiadynastins ursprung inleds med den Gula kejsaren, och fortsätter genom en serie mytologiska härskare fram till kung Yu (eller "Yu den store"). Gula kejsarens barnbarn Zhuanxu skapade Xia-stammen (Hau Xia-stammen (华夏族)). Stammen har fått sitt namn från platsen Xia, där Yu blev adlad till ledare av den mytologiske kejsaren Shun. Xia-stammens familjenamn var Si (姒).
Xiadynastin beskrivs ha sin grund i kung Yu, känd för att ha räddat folket undan en stor översvämning enligt kinesiska översvämningsmyten där Yu även delade upp landet i nio provinser (九州). De nio provinserna var Ji (冀), Yan (沇), Qing (青), Xu (徐), Yang (揚), Jing (荊), Yu (豫), Liang (梁) och Yong (雍).

### Historiska händelser
Xiadynastin finns beskriven i flera antika historiekrönikor såsom bambuannalerna, dokumentens bok, shiji, riternas bok, poesins bok och mozi. Xiadynastin nämns inte i orakelbensskrifterna, men det faktum att orakelbensskriften bekräftar andra regentlängder som beskrivits i shiji och bambuannalerna anses vara bevis för att också Xiadynastins kungar kan betraktas som historiskt belagda. De historiska referenserna beskriver bland annat kungar, huvudstäder och regentår. För en del av tidsepokerna under de regerande kungarna är de historiska källorna begränsade till kungens namn och regenttid.
Xiadynastin etablerades som en arvmonarki efter kung Yus död genom att folket valde hans son Qi till tronföljare. Tidigare hade man valt nya regenter oberoende av deras släktskap. Detta blev startpunkten för kinesisk dynastisk succession, och den varade genom en lång rad dynastier fram till 1911.
Kung Qis son, kung Tai Kang, var en usel regent och beskrevs som en tyrann. Han ägnade mycket av sin tid åt jakt. Under Tai Kangs regenttid uppstod ett uppror bland kungens fem bröder vilket hotade kungamakten. Hans bror och efterträdare Zhong Kang hade problem med att kontrollera hovets ministrar. De tre kungarna efter Qi; Tai Kang, Zhong Kang och Xiang, var i olika graden de facto marionetter till Dongyi-folket, och styrda av dess mytologiska ledare Houyi (后羿).
Shao Kang tillträdde efter det interregnum som följde efter att kung Xiang mördats, och Xiadynastins kungamakt blev stabil igen. Shao Kang är beskriven som en legendarisk hjälte som återuppbyggde det tidigare sargade riket. Även kung Shao Kangs barnbarn kung Huai har lämnat stora bidrag till utvecklingen av det kinesiska samhället. Xiadynastin hade sin höjdpunkt under perioden från kung Zhu till kung Jiong.
Från och med kung Jin började Xiadynastin falla sönder i takt med att Shang-stammen stärkte sina positioner. Under den grymme Kong Jias regenttid var tronföljden hotad och Xiadynastin var på nedgång eftersom kungen ägnade sig mer åt att konsumera alkohol än att styra riket. Även de efterföljande kungarna Gao och Fa gjorde ringa insatser för landet.
Den siste kungen, Jie, har beskrivits som mycket grym, och han avrättade flera av sina ministrar. Detta ledde till uppror mot kungen. Upproren leddes av Cheng Tang som först fängslades av kung Jie, men senare släpptes fri. Cheng Tang samlade en armé, avsatte kung Jie efter Slaget vid Mingtiao och etablerade Shangdynastin.

### Arkeologi

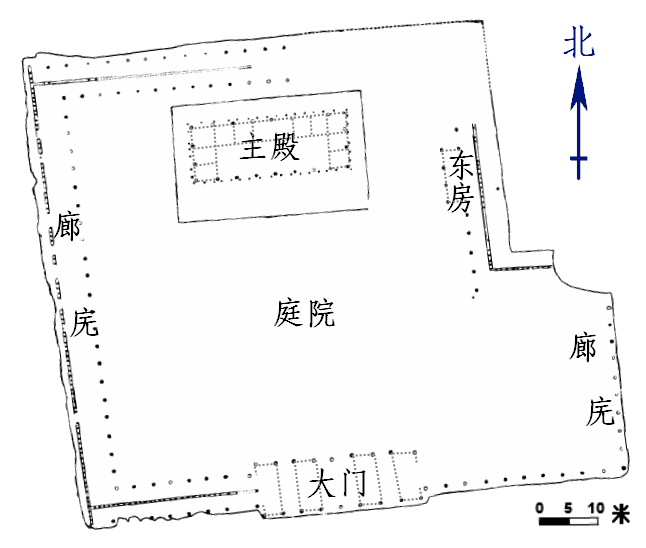
Översiktsplan av palatset vid Erlitou.

Arkeologiska fynd upptäckta under 1960- och 1970-talen ledde till förändrade uppfattningar om Xiadynastins existens. Från att tidigare huvudsakligen ha betraktats som en mytologisk epok blev Xiadynastins faktiska existens mer och mer accepterad.
Xiadynastins arkeologiska kronologi kan indelas i några huvudsakliga faser vid tre betydande arkeologiska fyndplatser:
- Wangchenggang fas IV och V, 2030–1985 f.Kr. / 1985–1965 f.Kr.
- Xinzhai fas I, II och III, 2000–1965 f.Kr. / 1870–1790 f.Kr. / 1790–1720 f.Kr.
- Erlitou fas I, II, III och IV, 1735–1705 f.Kr. / 1705–1635 f.Kr. / 1635–1565 f.Kr.[a] / 1565–1530 f.Kr.[b]

Xiadynastin överlappar de arkeologiska epokerna Longshankulturen och Erlitoukulturen. Erlitoukulturen är till betydande del samtida med Xiadynastin och den huvudsakliga platsen för arkeologiska undersökningar inriktade mot Xiadynastin och övergången till Shangdynastin. De viktigaste arkeologiska fynden för den senare delen av Xiadynastin har gjorts vid Erlitou utanför dagens Luoyang där den förhistoriska staden Zhenxun har grävts ut. Den utgrävda staden var uppdelad i ett palatsområde, ett bostadsområde, ett område för verkstäder och brunnar och ett begravningsområde. Totalt har åtta palats hittats, varav två inom palatsområdet. Huvudpalatset upptar ungefär 10 000 kvadratmeter.
En annan viktig fyndplats är utgrävningen av staden Xinzhai utanför dagens Zhengzhou i Henanprovinsen som är en kulturell länk mellan Longshankulturen och den efterföljande Erlitoukulturen. Xinzhai tros ha grundats av kung Qi, och ha varit huvudstad fram till kung Shao Kangs regenttid. Xinzhaikulturen är daterad till perioden 1870 till 1720 f.Kr. Även vid Dongxiafeng i Shanxiprovinsen och Wangchenggang i Henanprovinsen har städer som sannolikt var tidiga huvudstäder under Xiadynastin grävts ut. Dateringen av den senare fasen av den utgrävda staden vid Taosi överlappar inledningen av Xiadynastin.
Vid den arkeologiska fyndplatsen Lajia (omkring 100 kilometer väster om Lanzhou nära gränsen mellan Gansu och Qinghai) har man hittat bevis för att en jordbävning inträffat ungefär år 1920 f.Kr. Jordbävningen blockerade Gula floden vid Jishi Gorge 25 kilometer väster om Lajia, vilket ledde till en stor översvämning. Denna översvämning tros kunna vara den stora översvämning som nämns i de historiska texterna, och skulle i så fall datera starten av Xiadynastin.

## Territorium
Xiadynastin är den första kinesiska centrala politiska statsbildning som styrde över ett större område. Xiadynastins område var den kinesiska lössplatån, vilket motsvarar ungefär det område vid Gula floden där stenålderskulturerna Longshan och Yangshao överlappar varandra. Det kulturella centrumet låg i centrala och norra Henanprovinsen och i södra Shanxiprovinsen. Under sena Xiadynastin kontrollerades stora delar av norra Kina och även östra Shaanxiprovinsen. Utlöpare har hittats även i sydvästra Shandongprovinsen, nordvästra Anhuiprovinsen, Hubeiprovinsen och norra Jiangsuprovinsen. Xiadynastins utbredningsområde hade en diameter på ungefär 100 mil.
Sannolikt var Xiadynastin inte en territorialstat, utan mer av en stadsstat, med potentiellt flera underställda statsbildningar, som tillsammans formade Kinas kulturella sfär.

### Huvudstäder
De historiska krönikorna beskriver flera olika huvudstäder. Det är oklart om det var Xiadynastin som bytte huvudstad eller om flera städer var underställda kungahuset. Xiadynastins första huvudstad var Yangcheng utanför dagens Dengfeng, och grundades av Yu den store. Yu grundade även Anyi, dagens Xia, som eventuellt blev huvudstad under kung Qis regenttid. Kung Qi tros även ha gjort staden Xinzhai utanför dagens Xinmi till huvudstad, men det är även möjligt att Xinzhai grundades av Dongyi-folkets Houyi. Staden som har grävts ut vid Wadian i Yuzhou var sannolikt den i krönikorna nämnda staden Yangdi (även omnämnd som Juntai (钧台)) som var säte för kung Yu eller Qi. Staden Zhenxun utanför Yanshi var huvudstad under flera regenter och är den huvudsakliga arkeologiska fyndplatsen för Xiadynastin och Erlitoukulturen. Andra städer som varit huvudstäder för Xiadynastin är Yuan (dagens Jiyuan) och Laoqiu (norr om dagens Chenliu) som började uppföras av kung Zhu. Ytterligare platser som beskrivits som huvudstäder i bambuannalerna var 'Västra He'(西河) och 'Söder om He' (河南).

## Teknologi
| Keramik och bronskärl från Xiadynastin |  | Keramik och bronskärl från Xiadynastin |
| Keramik och bronskärl från Xiadynastin |  |                                        |

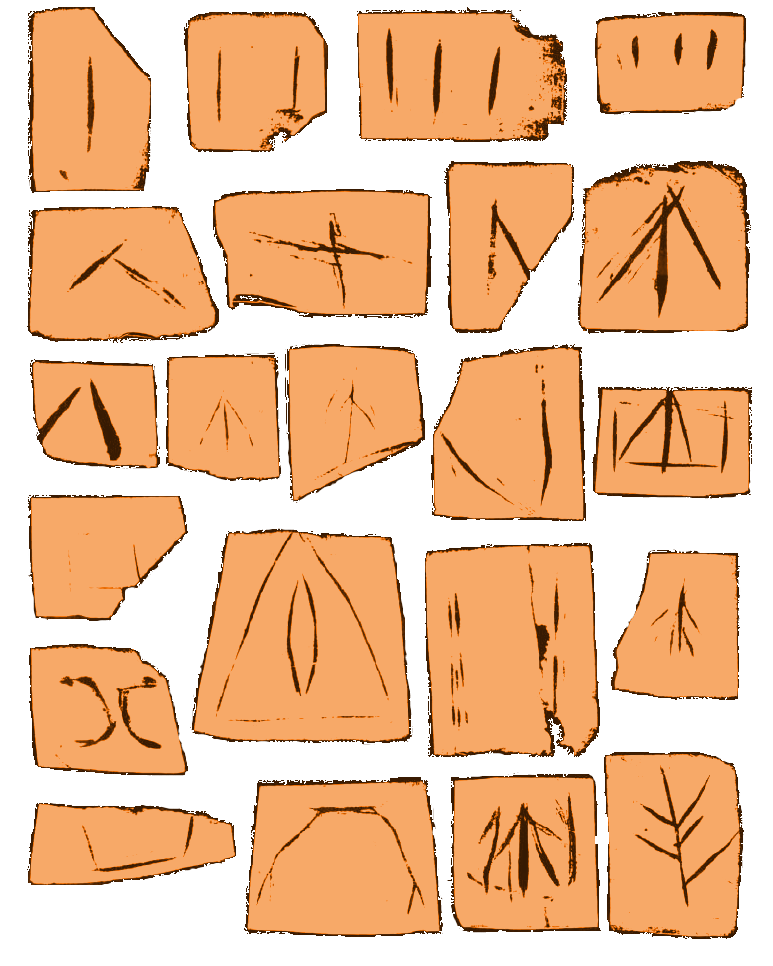
Symboler på keramikskärvor utgrävda vid Erlitou.

Under Xiadynastin gick Kina in i bronsåldern. I tidiga Xiadynastin användes brons och ben parallellt. Utmärkande för dynastin var att teknologin att framställa brons var välutvecklad och det fanns högklassig metallgjutningsteknologi. Den huvudsakliga industrin var jordbruk. Primitiva verktyg av trä, sten och ben användes vid jordbearbetningen och det byggdes kanaler för konstbevattning. Teknologin för keramikframställning förbättrades och man började vattna lergodset innan det togs ut ur ugnen, vilket gjorde texturen mörk och hård. Hantverk där brons kombinerades med jade utvecklades.
Konsten att framställa siden var etablerad. Rustningar för krigföring utvecklades under den senare delen av Xiadynastin
såsom skydd för rygg, bröst och armar av rotting och läder. Även ölbryggningsindustrin utvecklades vilket gjorde det möjligt att massproducera öl.
En kalender (Xia XiaoZheng, 夏小正) utvecklades som dokumenterade månaderna, stjärnkonfigurationer och meteorologiska fenomen. Vid utgrävningarna av Erlitou har det hittats keramikföremål med olika graverade tecken. Vissa symboler tros vara numeriska och kan vara siffror. Andra symboler har tydliga kopplingar med orakelbensskriften och representerar ord. Flera tecken har likheter med uppbyggnaden av dagens kinesiska tecken.

## Kronologi
Det finns ingen entydig fastställd kronologi över Xiadynastins regenter. Historikern Liu Xin (50 f.Kr.–23 e.Kr.) skapade en kronologi för regentlängden från 2205 till 1766 f.Kr. Enligt bambuannalernas rådata sträcker sig Xiadynastins regentlängd från 1989 till 1558 f.Kr.
Det av den kinesiska staten initierade kronologiprojektet Xia–Shang–Zhou som publicerades år 2000 presenterar ingen detaljerad regentlängd, men placerar de 17 kungarna under Xiadynastin från cirka 2070 f.Kr. till 1600 f.Kr.
Det föreligger en inkonsekvens bland källorna om huruvida Xiadynastin formellt grundades av Yu eller av hans son Qi, vilket gör ungefär 50 års skillnad vid datering.
Enligt forskning baserad på referenser till astronomiska fenomen i de skriftliga källorna, dateras Xiadynastin till 1953 f.Kr. till 1555 f.Kr. Startåret för Xiadynastin kan representera den mytologiske kejsar Shuns fjortonde år, när han bedöms ha lämnat över makten till kung Yu. Detta år, 1953 f.Kr., inträffade ett anmärkningsvärt himlafenomen då positionerna för de synliga planeterna Jupiter, Venus, Merkurius, Mars och Saturnus var i konjunktion. Planetkonjunktionen nämns i krönikan Klassiker av barnslig fromhet. Historikern David S. Nivison och professor David W. Pankenier kopplar detta himlafenomen till Xiadynastins grundande.
Enligt Dokumentens bok ägde en solförmörkelse rum under kung Zhong Kangs femte år som regent på den del av himmeln som kallas fang. Enligt astronomen Kevin Pang ägde en sannolikt överensstämmande solförmörkelse rum 1876 f.Kr. vilket ger stöd till Nivisons datering av Zhong Kangs tillträde som regent ungefär 1881 f.Kr.
Dateringen runt år 1920 f.Kr. av översvämningen vid Jishiravinen, som tros kunna vara bakgrunden till översvämningsmyten, ger stöd att datera kung Yus regenttid kring däromkring.
I december 1576 f.Kr. inträffade ännu ett extremt himlafenomen när Jupiter, Venus, Merkurius, Mars och Saturnus återigen var i konjunktion. Ett sådant fenomen beskrivs i bambuannalerna under Xiadynastins sista regent kung Jies tionde år som regent. ('五星錯行') Bambuannalerna berättar även att slaget vid Mingtiao där Xiadynastin föll inträffade under kungens 31:a år som regent, vilket pekar på 1555 f.Kr.
Erlitoukulturen är daterad från 1735 till 1530 f.Kr. uppdelat i fyra faser. Dateringen av dess fasövergångar är väsentliga i forskningen kring dateringen av Xiadynastins övergång till Shangdynastin. Övergången mellan fas II och III skedde ungefär 1610–1590 f.Kr. och övergången mellan fas III och IV vid 1565–1555 f.Kr.

## Regentlängd
| Namn enl. Shiji           | Regeringsår enl. David S. Nivison | Regeringsår enl. bambuannalerna | Regeringsår enl. traditionell datering | Regeringsår enl. alt. traditionell datering | Regeringsår enl. kronologiprojektet Xia–Shang–Zhou |
| ------------------------- | --------------------------------- | ------------------------------- | -------------------------------------- | ------------------------------------------- | -------------------------------------------------- |
| Yu 禹                     | 1953–1907 f.Kr.                   | 1989–1982 f.Kr.                 | 2204–2197 f.Kr.                        | 2205–2147 f.Kr.                             | 2070 f.Kr.–                                        |
| Qi 啟                     | 1904–1889 f.Kr.                   | 1978–1963 f.Kr.                 | 2196–2188 f.Kr.                        | 2146–2117 f.Kr.                             |                                                    |
| Tai Kang 太康             | 1886–1883 f.Kr.                   | 1958–1955 f.Kr.                 | 2187–2159 f.Kr.                        | 2117–2088 f.Kr.                             |                                                    |
| Zhong Kang 中康 alt. 仲康 | 1880–1874 f.Kr.                   | 1980–1874 f.Kr.                 | 2158–2146 f.Kr.                        | 2088–2075 f.Kr.                             |                                                    |
| Xiang 相                  | 1871–1844 f.Kr.                   | 1943–1916 f.Kr.                 | 2145–2119 f.Kr.                        | 2075–2047 f.Kr.                             |                                                    |
| Shao Kang 少康            | 1841–1821 f.Kr.                   | 1875–1855 f.Kr.                 | 2078–2057 f.Kr.                        | 2007–1985 f.Kr.                             |                                                    |
| Zhu 予 alt.杼             | 1818–1802 f.Kr.                   | 1852–1836 f.Kr.                 | 2056–2040 f.Kr.                        | 1985–1968 f.Kr.                             |                                                    |
| Huai 槐 alt. Fen 芬       | 1799–1756 f.Kr.                   | 1833–1790 f.Kr.                 | 2039–2014 f.Kr.                        | 1968–1924 f.Kr.                             |                                                    |
| Mang 芒                   | 1753–1696 f.Kr.                   | 1789–1732 f.Kr.                 | 2013–1996 f.Kr.                        | 1924–1906 f.Kr.                             |                                                    |
| Xie 泄                    | 1693–1669 f.Kr.                   | 1730–1706 f.Kr.                 | 1995–1980 f.Kr.                        | 1906–1890 f.Kr.                             |                                                    |
| Bu Jiang 不降             | 1666–1608 f.Kr.                   | 1702–1644 f.Kr.                 | 1979–1921 f.Kr.                        | 1890–1831 f.Kr.                             |                                                    |
| Jiong 扃                  | 1607–1590 f.Kr.                   | 1643–1626 f.Kr.                 | 1929–1900 f.Kr.                        | 1831–1810 f.Kr.                             |                                                    |
| Jin 廑                    | 1587–1580 f.Kr.                   | 1622–1615 f.Kr.                 | 1899–1879 f.Kr.                        | 1810–1789 f.Kr.                             |                                                    |
| Kong Jia 孔甲             | 1577–1569 f.Kr.                   | 1612–1604 f.Kr.                 | 1878–1848 f.Kr.                        | 1789–1758 f.Kr.                             |                                                    |
| Gao皋 alt. Hao 昊         | 1566–1564 f.Kr.                   | 1601–1599 f.Kr.                 | 1847–1837 f.Kr.                        | 1758–1747 f.Kr.                             |                                                    |
| Fa 發                     | 1561–1555 f.Kr.                   | 1596–1590 f.Kr.                 | 1836–1818 f.Kr.                        | 1747–1728 f.Kr.                             |                                                    |
| Jie 桀                    | [ e ]                             | 1589–1559 f.Kr.                 | 1817–1766 f.Kr.                        | 1728–1675 f.Kr.                             | –1600 f.Kr.                                        |